# Mustafa Abdellaoue
Mustafa "Mos" Abdellaoue (nacido el 1 de agosto de 1988) es un exfutbolista profesional noruego que jugaba como delantero. Es el hermano menor del exinternacional noruego Mohammed Abdellaoue.

## Carrera en clubes

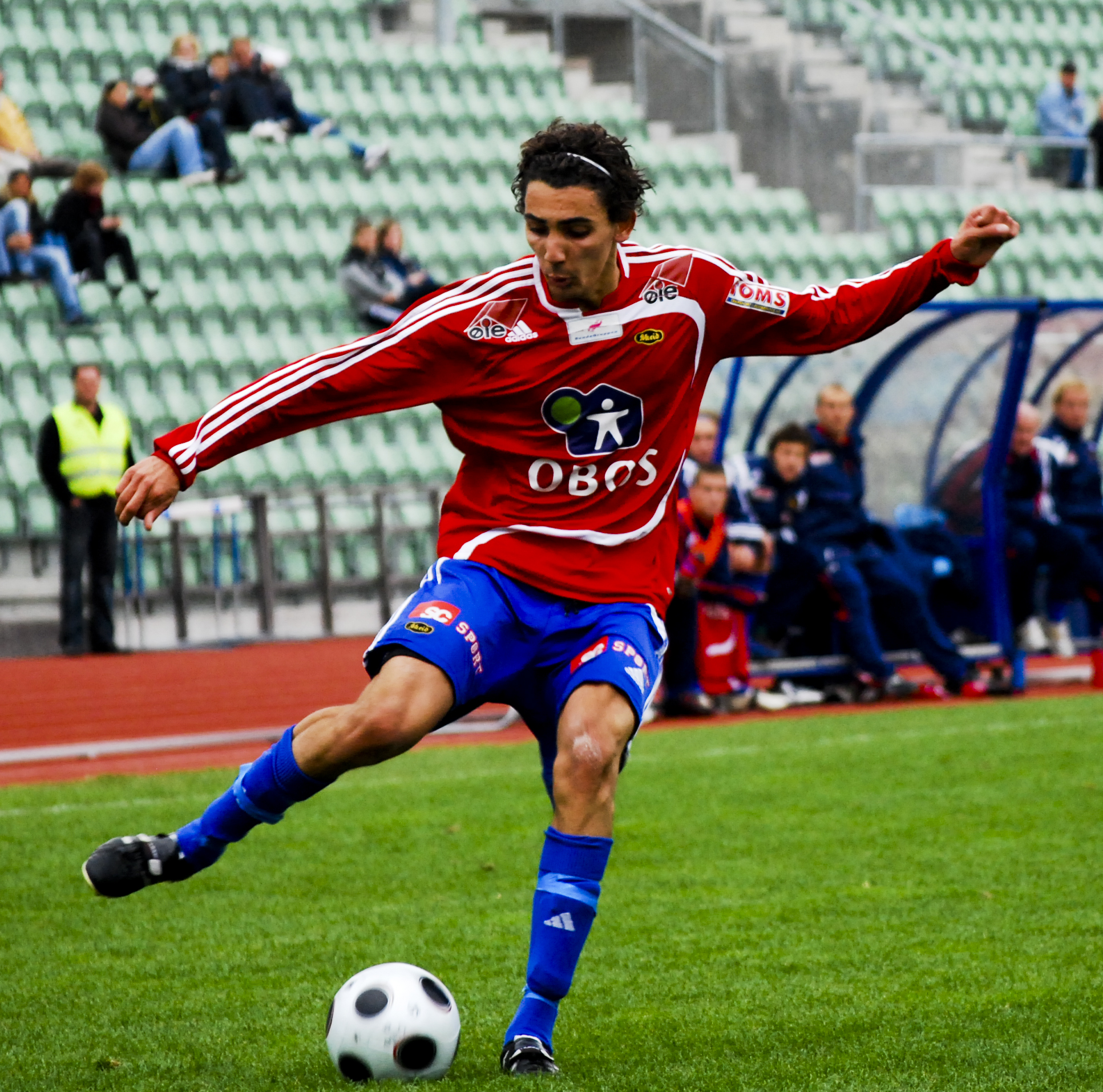
Mos en acción para Skeid

Abdellaoue nació en Oslo, Noruega. Debutó con el Skeid en 2007, y jugó un total de seis partidos durante la campaña de descenso de la Primera División, la segunda categoría del fútbol noruego. Fue cedido al Lillestrøm y jugó partidos para su equipo reserva en la Segunda División de Noruega, anotando un gol, antes de regresar al Skeid. En 2008, marcó 17 goles en 20 partidos cuando el Skeid ganó el Grupo 2 de la Segunda División, logrando el ascenso directo de vuelta a la Primera División.
En septiembre de 2008, Abdellaoue y su compañero Dawda Leigh firmaron con el Vålerenga IF, equipo de la Eliteserien noruega, bajo la regla de Bosman, y se unieron al club el 1 de enero de 2009. Su hermano Mohammed también se había unido al club desde el mismo equipo la temporada anterior.
El 13 de abril de 2009, Abdellaoue marcó su primer gol en la liga para el Vålerenga en una victoria por 2-0 fuera contra el Lillestrøm.
En la temporada 2010, fue nombrado máximo goleador de la Primera División avd. 1 con el equipo B del Vålerenga, anotando 27 goles. Marcó 13 en esa división la temporada anterior con el mismo equipo.
Abdellaoue pasó la temporada 2011 cedido al Tromsø IL, donde se convirtió en el máximo goleador de la Tippeligaen con 17 goles. Terminó subcampeón en la liga con Tromsø. Después de regresar de Tromsø, Vålerenga rechazó una oferta de 5 millones de coronas noruegas por él procedente del F.C. Copenhagen en enero de 2012.
Mostafa se unió al FC Copenhagen en enero de 2012. Mostafa marcó su primer gol en un amistoso contra el FC Anzhi. En su tercer partido marcó dos veces contra su exclub Vålerenga IF en su debut en el Parken.
El 31 de agosto de 2013, Abdellaoue fue cedido en un acuerdo de préstamo de un año al OB.
En julio de 2014, Abdellaoue regresó permanentemente a la Tippeligaen al firmar con el Aalesunds FK.
El 24 de enero de 2018, el Strømsgodset anunció que había firmado un contrato de cuatro años con el club.

## Carrera internacional
"Mos" hizo su debut con el equipo nacional cuando reemplazó a Thomas Sørum en el descanso de un empate 1-1 en un amistoso contra Dinamarca el 15 de enero de 2012.

## Vida personal
Es el hermano menor del exinternacional noruego Mohammed Abdellaoue.

## Estadísticas de carrera

### Club
A partir del partido disputado el 19 de septiembre de 2022
| Club                 | Temporada           | Liga                      | Liga     | Liga  | Copa nacional | Copa nacional | Continental | Continental | Otros    | Otros | Total    | Total |
| Club                 | Temporada           | División                  | Partidos | Goles | Partidos      | Goles         | Partidos    | Goles       | Partidos | Goles | Partidos | Goles |
| -------------------- | ------------------- | ------------------------- | -------- | ----- | ------------- | ------------- | ----------- | ----------- | -------- | ----- | -------- | ----- |
| Skeid                | 2007                | Norwegian First Division  | 6        | 0     | 0             | 0             | –           | –           | –        | –     | 6        | 0     |
| Skeid                | 2008                | Norwegian Second Division | 22       | 17    | 1             | 0             | –           | –           | –        | –     | 23       | 17    |
| Skeid                | Total               | Total                     | 28       | 17    | 1             | 0             | –           | –           | –        | –     | 29       | 17    |
| Vålerenga            | 2009                | Tippeligaen               | 15       | 2     | 3             | 1             | –           | –           | 1        | 0     | 19       | 3     |
| Vålerenga            | 2010                | Tippeligaen               | 18       | 5     | 2             | 3             | –           | –           | –        | –     | 20       | 8     |
| Vålerenga            | Total               | Total                     | 33       | 7     | 5             | 4             | –           | –           | 1        | 0     | 39       | 11    |
| Tromsø (préstamo)    | 2011                | Tippeligaen               | 29       | 17    | 3             | 5             | 3           | 0           | –        | –     | 35       | 22    |
| Copenhagen           | 2011–12             | Danish Superliga          | 9        | 2     | 3             | 1             | –           | –           | –        | –     | 12       | 3     |
| Copenhagen           | 2012–13             | Danish Superliga          | 5        | 2     | 0             | 0             | –           | –           | –        | –     | 5        | 2     |
| Copenhagen           | Total               | Total                     | 14       | 4     | 3             | 1             | –           | –           | –        | –     | 17       | 5     |
| Vålerenga (préstamo) | 2013                | Tippeligaen               | 10       | 1     | 3             | 3             | –           | –           | –        | –     | 13       | 4     |
| OB (préstamo)        | 2013–14             | Danish Superliga          | 26       | 9     | 1             | 3             | –           | –           | –        | –     | 27       | 12    |
| Aalesund             | 2014                | Tippeligaen               | 13       | 2     | 0             | 0             | –           | –           | –        | –     | 13       | 2     |
| Aalesund             | 2015                | Tippeligaen               | 26       | 6     | 2             | 1             | –           | –           | –        | –     | 28       | 7     |
| Aalesund             | 2016                | Tippeligaen               | 29       | 13    | 3             | 5             | –           | –           | –        | –     | 32       | 18    |
| Aalesund             | 2017                | Eliteserien               | 30       | 16    | 3             | 2             | –           | –           | –        | –     | 33       | 18    |
| Aalesund             | Total               | Total                     | 98       | 37    | 8             | 8             | –           | –           | –        | –     | 106      | 45    |
| Strømsgodset         | 2018                | Eliteserien               | 24       | 7     | 7             | 8             | –           | –           | –        | –     | 31       | 15    |
| Strømsgodset         | 2019                | Eliteserien               | 16       | 3     | 1             | 1             | –           | –           | –        | –     | 17       | 4     |
| Strømsgodset         | Total               | Total                     | 40       | 10    | 8             | 9             | –           | –           | –        | –     | 48       | 19    |
| Sarpsborg 08         | 2019                | Eliteserien               | 11       | 1     | 0             | 0             | –           | –           | –        | –     | 11       | 1     |
| Sarpsborg 08         | 2020                | Eliteserien               | 17       | 6     | 0             | 0             | –           | –           | –        | –     | 17       | 6     |
| Sarpsborg 08         | Total               | Total                     | 28       | 7     | 0             | 0             | –           | –           | –        | –     | 28       | 7     |
| Total en su carrera  | Total en su carrera | Total en su carrera       | 304      | 109   | 32            | 33            | 3           | 0           | 1        | 0     | 340      | 142   |

## Honores
Skeid
- Segunda División Grupo 2: 2008

Copenhagen
- Danish Superliga: 2012–13
- Copa de Dinamarca: 2011–12

Individual
- Goleador de la Tippeligaen: 2011
- Goleador de la Copa de Noruega: 2016, 2018